# 14186 Virgiliofos
14186 Virgiliofos là một tiểu hành tinh vành đai chính với chu kỳ quỹ đạo là 2053.2693352 ngày (5.62 năm).
Nó được phát hiện ngày 7 tháng 12 năm 1998.